# سبرنت دابيدو
سبرنت دابيدو (بالناورونية: Sprent Dabwido)‏‏ (16 سبتمبر 1972 – 8 مايو 2019) هو سياسي من ناورو. ولد في مقاطعة يارين .تولى منصب رئيس ناورو (15 نوفمبر 2011–11 يونيو 2013)، وكان عضوًا في حزب ناورو فيرست.